# Virgin Emotion
「Virgin Emotion」（バージン･エモーション）は1992年11月26日にリリースされたaccessの1stシングル。発売元はファンハウス。

## 概要
accessのデビューシングル。累計売上は1.6万枚を記録した。
ギターは両曲とも葛城哲哉が担当している。
タイトル曲は大里正毅がリミックスを手掛けた「VIRGIN EMOTION -RISING HIGH MIX-」としてリミックスアルバム『AXS REMIX BEST TRACKS』に収録されているほか、ライブアルバム『LIVE ONES SYNC-ACROSS JAPAN TOUR '93-'94』に当時のライブアレンジ版が収録されている。
カップリング曲は浅倉大介がリアレンジを手掛けた「Be Nude (S Version) 」として24thシングル「Vertical Innocence」（A盤）に収録されている。
また、浅倉大介がプロデュースを手掛けたLAZY KNACKがミニアルバム『FLASH』にてタイトル曲をカバーしている（アレンジは石井妥師）。

## 収録曲
1. Virgin Emotion
  - 作詞：貴水博之　作曲・編曲：浅倉大介
  - 貴水が本格的に歌詞を書いた最初の作品[3]。
  - 貴水は「『accessが始まる』という自分の心の中の衝撃」「ファン達に問いかける僕たちの形」[3]「音のスピード感に負けない言葉」「『他人を好きになったり、悩んだりして、本当はこうしたい』と気づいた時の衝撃」「普段は満足しきっていない、日常の一段階上の世界」[1]を言葉にしたい為に、勢いで書き上げた[3]。
2. Be NUDE
  - 作詞：貴水博之　作曲・編曲：浅倉大介
  - 浅倉が初めて貴水の歌声を聞いた時、印象に残ったハイトーンボイスだった。貴水の歌声の気持ちよさを聞くために作曲した[3]。
  - 歌詞のコンセプトは「Virgin Emotion」と全く同じで、「これからのaccessはファンの皆に向かっていく」ことを表現した[1]。
  - 貴水は「僕の日本語と英語の掛け合いをさせるスタイルはここから始まりました」と振り返っている[3]。
  - コーラスは全て貴水が担当している。貴水の声を浅倉が素材として加工している[1]。